# LAGEOS

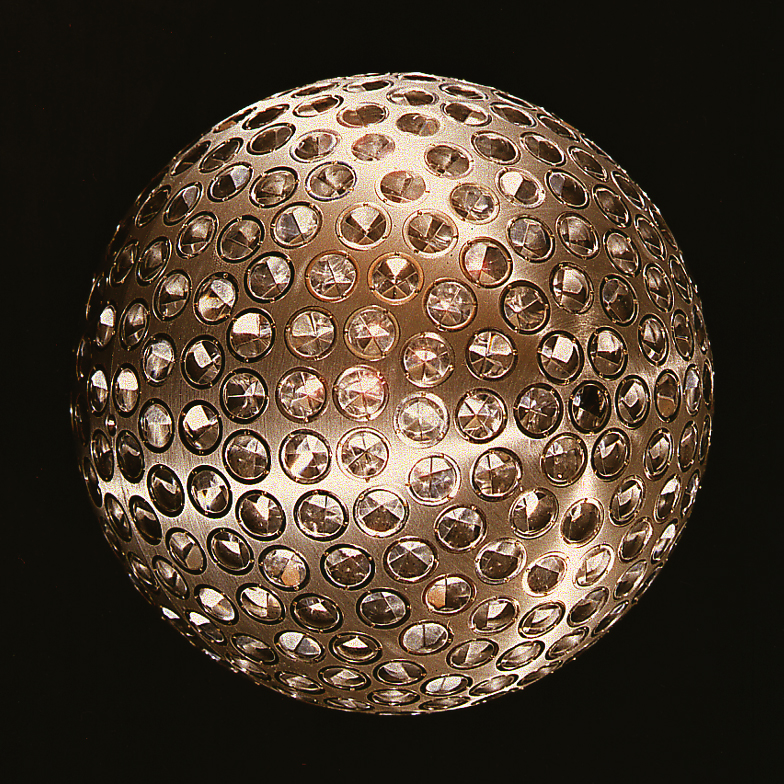
LAGEOS-1

LAGEOS(Laser Geodynamics Satellites)は
、軌道上でレーザー測距のベンチマークとするために設計された一連の人工衛星である。それぞれの衛星は高密度のレーザー反射器で、非常に安定した中軌道にある。

## 機能と運用
アルミニウムで覆われた真鍮製の直径60cm、質量400kgと411kgの球で、426個の立方体の再帰反射器で覆われ、巨大なゴルフボールのように見える。センサや電子機器は持たず、高度も制御されない。
低軌道よりも高く静止軌道よりも低い高度5,900kmを周回し
、軌道傾斜角は109.8°と52.6°である。
地上局から衛星に向けて発射されたパルス状のレーザーによって測定が行われる。レーザーは反射器の表面で反射して地球に戻り、要した時間が正確に測定され、異なる地上局の間の距離を数千マイル当たり1インチ以上の精度で測定できる。
高い質量/面積比と正確で安定な配置、非常に均一な軌道により、非常に正確な位置決定が可能となる。

## ミッションの目標
LAGEOSミッションには、次のような目標が設定されている。
- 地球に対する衛星の位置の正確な測定
- 地球のジオイドの決定
- 大陸移動に関連する構造プレートの運動の決定

地上局は、アメリカ合衆国、メキシコ、フランス、ドイツ、ポーランド、オーストラリア、エジプト、中国、ペルー、イタリア、日本等の多くの国に設置され、データは世界中の研究者に提供される。
1976年に打ち上げられたLAGEOS-1と1992年に打ち上げられたLAGEOS-2が存在し、2011年5月時点で両機とも国際レーザー測距事業 (ILRS) の観測網によって常に追跡されている。

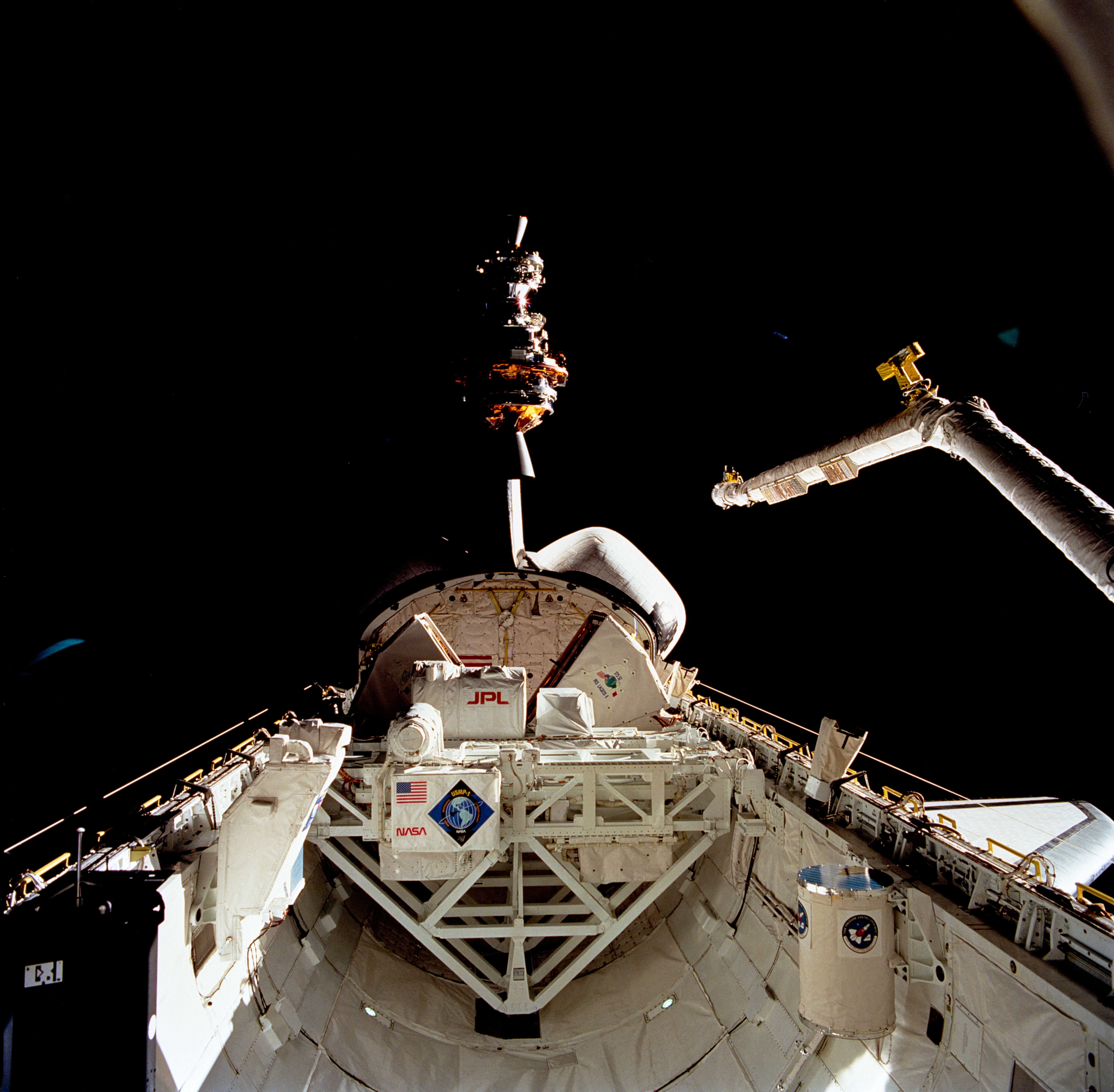
LAGEOS 2の放出

LAGEOS-1（840万年以内に大気圏再突入すると予測される）は、過去、現在、未来の地球の大陸の配置を示した盾を搭載している。

## 成果
一般相対性理論でアルベルト・アインシュタインによって予測された慣性系の引きずりは長らく検証手段がなかったが、I CiufoliniとE C Pavlisは、レーザー測距装置を用いてLAGEOSとLAGEOS2の軌道を11年にわたり数mmの精度で記録することにより、この引きずり効果を観測したことで衛星の位置が毎年3 m以下の距離だけずれていくことが判明した。後に微小な天文学的摂動をはるかに高精度に測定するために設計されたNASAのGravity Probe Bによって詳細に調査された。

## 打上げデータ
- LAGEOS-1 - 1976年5月4日打上げ、NSSDC ID 1976-039A、NORAD number 8820
- LAGEOS-2 - 1992年10月23日にSTS-52より放出、NSSDC ID 1992-070B、NORAD number 22195

## 関連文献
- Sagan, Carl (1978). Murmurs of Earth: The Voyager Interstellar Record. Random House. pp. 8-9